# Верхнячский сахарный завод
Верхнячский сахарный завод — промышленное предприятие в посёлке городского типа Верхнячка Христиновского района Черкасской области Украины, прекратившее существование.

## История
В 1845 году в селе Верхнячка Уманского уезда Киевской губернии Российской империи была заложена сахарная фабрика, первым владельцем которой был помещик Флориан Ясинский.
Первоначально, на предприятии использовался только ручной труд, но в 1859 году здесь был установлен паровой двигатель.
В 1880 году владельцем завода стал австрийский подданный Дитрих. Продолжительность рабочего дня на заводе до революции составляла 12 часов.

### 1918—1991
В феврале 1918 года в Верхнячке был создан Совет рабочих, крестьянских и солдатских депутатов, но уже в начале марта 1918 года её оккупировали наступавшие австро-немецкие войска (которые оставались здесь до ноября 1918 года). В дальнейшем селение оказалось в зоне боевых действий Гражданской войны.
В январе 1920 года здесь была установлена советская власть, сахарный завод был национализирован.
За сезон сахароварения 1922/1923 года завод произвёл 167,6 тыс. пудов сахара.
В 1925 году завод производил 6600 тонн сахарного песка и 1620 тонн кормовой патоки в год.
В 1940 году сахарный завод стал одним из участников Всесоюзной сельскохозяйственной выставки.
Во время Великой Отечественной войны в связи с приближением к городу линии фронта в июле 1941 года основное оборудование сахарного завода было эвакуировано. 31 июля 1941 года Верхнячка была оккупирована немецкими войсками, в ноябре 1941 года в селении начала действовать советская подпольная группа, которую возглавлял химик сахарного завода комсомолец П. Г. Теличенко, его помощником был электрик завода М. А. Скоробрещук.
9 марта 1944 года Верхнячку освободили части 206-й стрелковой дивизии 27-й армии РККА, но в период оккупации завод серьёзно пострадал (общая сумма нанесённых гитлеровцами убытков составила 10 млн. рублей), а обеспечивавший его сахарной свёклой местный колхоз был разрушен.
В 1951 году на восстановленном заводе была введена в эксплуатацию паровая турбина с электрогенератором, после чего большинство оборудования было электрифицировано.
В 1962 году был построен сокоочистной цех, в производственном цехе установили 9 автоматических центрифуг с программным управлением, заменили фильтры.
В 1966 году за достижения в рационализаторской деятельности бригадиру слесарей завода С. В. Забродскому было присвоено звание Героя Социалистического Труда, а ещё десять работников завода награждены орденами и медалями.
В сезон сахароварения 1970/1971 года завод переработал 332,72 тыс. тонн сырья и произвёл 483,6 тыс. центнеров сахарного песка, в это время численность работников завода составляла 1200 человек.
В советское время завод входил в число крупнейших предприятий посёлка.

### После 1991
После провозглашения независимости Украины государственное предприятие было преобразовано в открытое акционерное общество. В июне 1999 года Кабинет министров Украины передал завод в коммунальную собственность Черкасской области.
В 2008 году завод был признан банкротом и прекратил функционирование.